# 日笠恒太郎
日笠 恒太郎（ひかさ つねたろう、1854年5月22日（嘉永7年4月26日）- 1895年（明治28年）8月4日）は、明治期の農業経営者、政治家、実業家。衆議院議員。

## 経歴
備前国和気郡奥吉原村（岡山県和気郡熊山村、赤磐郡熊山町を経て現赤磐市奥吉原）で、大庄屋・日笠太左衛門の長男として生れた。閑谷校で学び漢学を修めた。農業を営む。
1877年（明治10年）1月、和気郡第5戸長役場戸長に就任。1878年（明治11年）郡役所が設置され郡書記となる。1882年（明治15年）岡山県会議員に選出され、3期12年間在任し、この間、常置委員を2期務めた。
1889年（明治22年）12月、山陽鉄道に入社して書記となり、岡山派出所に在勤し1891年（明治24年）の岡山開通に尽力。また、鉄道用陶器製茶入れの製造に着手した。
1894年（明治27年）3月、第3回衆議院議員総選挙（岡山県第2区、中国進歩党）で当選し、衆議院議員に1期在任した。結核のため第4回総選挙の投票日前に、議員を辞退する新聞広告を4度掲載して政界を引退した。